# Liste der Dogen von Genua

Wappen der Republik Genua

Die Dogen von Genua waren die gewählten Staatsoberhäupter der unabhängigen Stadtrepublik Genua in Norditalien.
Formell unterstanden sie den römisch-deutschen Kaisern, faktisch waren sie aber oft abhängig von den französischen Königen.
1339 wurde in Genua nach dem Vorbild der Dogen von Venedig das Dogenamt eingeführt. Der erste Doge war Simone Boccanegra. Zuvor hatte Genua an der Staatsspitze zunächst eine Doppelherrschaft gehabt, dann – wie die meisten anderen oberitalienischen Städte – einen auf Zeit gewählten Podestà und ab 1099 einen Capitano del popolo. Seit der Ernennung des Simone Boccanegra 1339 wurden die Dogen zunächst auf Lebenszeit gewählt.
Durch eine Verfassungsänderung des Admirals und faktischen Machthabers Andrea Doria (der das Dogenamt selbst nie ausübte) wurde die Amtszeit ab 1528 auf zwei Jahre beschränkt und seine Funktionen waren fortan nur noch repräsentativ. Agostino Pallavicini war der erste Doge der Republik, der – 1637–39 regierend – zugleich auch den Titel "König von Korsika" annahm; die Hoheit Genuas über die Insel war 1559 durch den Vertrag von Cateau-Cambrésis bestätigt worden.
Das Dogenamt von Genua wurde im Jahr 1805 endgültig abgeschafft.
Folgende Personen waren Dogen bzw. Gouverneure von Genua:
- Simone Boccanegra: 1339–1344
- Giovanni di Murta: 1344–1350
  - Giovanni Valente: 1350–1353

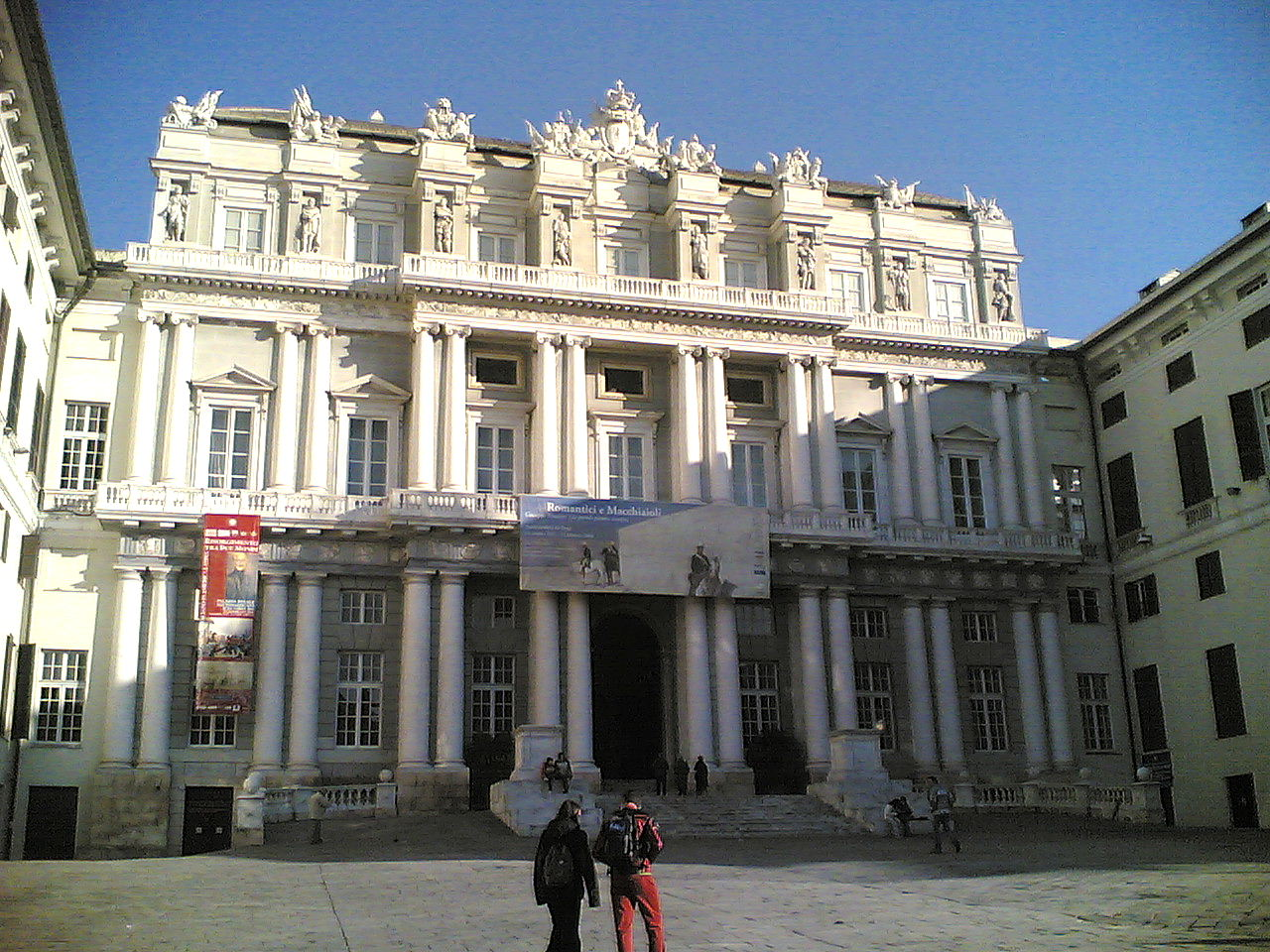
Palazzo Ducale (Genua), erbaut im späten 13. Jahrhundert und seit 1339 Residenz der Dogen

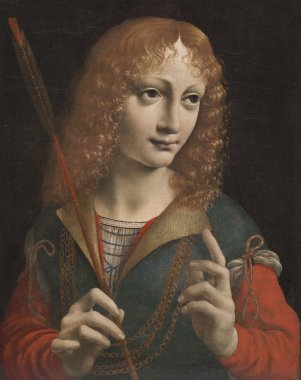
Gian Galeazzo Sforza

- Unter der Herrschaft der Visconti: 1353–1356(?)
  - 1353–1354: Giovanni Visconti
    - 1350–1354: Guglielmo Pallavicino

  - 1354–1356(?): Matteo, Bernabò und Galeazzo II. Visconti
    - 1355–1356(?): Gaspare Visconti

- Simone Boccanegra: 1356–1363
- Gabriele Adorno: 1363–1370
- Domenico di Campofregoso: 1370–1378
- Antoniotto Adorno: 17. Juni 1378
- Nicolò Guarco: 1378–1383
- Federico Pagana: 7. April 1383
- Leonardo Montaldo: 1383–1384
- Antoniotto Adorno: 1384–1390
- Giacomo Campofregoso: 1390–1391
- Antoniotto Adorno: 1391–1392
- Antoniotto di Montaldo: 1392–1393
- Pietro Campofregoso: 15. Juli 1393
- Clemente di Promontorio: 15. Juli 1393–16. Juli 1393
- Francesco Giustiniano di Garibaldo: 16. Juli 1393–30. August 1393
- Antoniotto di Montaldo: 1393–1394
- Nicolò Zoagli: 24. Mai 1394–17. August 1394
- Antonio Guarco: 17. August 1394–3. September 1394
- Antoniotto Adorno: 1394–1396

- Unter der Herrschaft von Karl VI. von Frankreich 1396–1413
  - 1396–1397: Antoniotto Adorno
  - 18. März 1397–August 1397: Valerando von Luxemburg-Ligny
  - 1397–1398: Borleo von Luxemburg
  - 1397–1398: Pietro Fresnel, Bischof von Meaux
  - 1398–1400: Collardo di Callevilla
  - 17. Januar 1400–21. März 1400: Battista Boccanegra
  - 1400–1401: Battista de Franchi-Luxardo
  - 22. September(?) 1401–30. Oktober 1401: Rinaldo d'Olivar
  - 1401–1406: Jean Lemeingre
  - 1406: Gilbert de La Fayette, Statthalter
  - 1406(?)–1409: Ugo Cholet
  - 1409–1413: Teodoro di Monferrato

- Giorgio Adorno: 1413–1415
- Barnaba di Goano: 29. März 1415–3. Juli 1415
- Tommaso di Campofregoso: 1415–1421

- Unter der Herrschaft von Filippo Maria Visconti, Herzog von Mailand: 1421–1435
  - 1421–1422: Francesco Bussone
  - 17. Januar(?) 1422–31. März 1422: Urbano di Sant'Alosio
  - 5. Dezember 1422–1424: Francesco Bussone
  - 15. November 1424–1428: Giacomo degli Isolani, Kardinal
  - 1428–1432: Bartolomeo Capra, Erzbischof von Mailand
  - 1432–(?): Oldrado di Lampugnano
  - 1434(?)–1435: Oppizino di Alzate
  - 1432(?): Francesco Barbavara
  - 25. Dezember 1435: Erasmo Trivulzio

- Isnardo Guarco: 28. März 1436–3. April 1436
- Tommaso di Campofregoso: 1436–1437
- Battista di Campofregoso: 24. März 1437
- Tommaso di Campofregoso: 1437–1442

- Raffaele Adorno: 1443–1447
- Barnaba Adorno: 4. Januar 1447–30. Januar 1447
- Giano di Campofregoso: 30. Januar 1447–16. Dezember 1447
- Lodovico di Campofregoso: 1447–1450
- Pietro di Campofregoso: 1450–1458

- Unter der Herrschaft von Karl VII. von Frankreich: 1458–1461
  - 1458–1459: Giovanni di Calabria
  - 1459–1461: Ludovico la Vallée

- Prospero Adorno: 12. März 1461–17. Juli 1461
- Spinetta di Campofregoso: 18. Juli 1461–20. Juli(?) 1461
- Lodovico di Campofregoso: 25. Juli 1461–14. Mai 1462
- Paolo di Campofregoso, Erzbischof von Genua: 14. Mai 1462–31. Mai 1462

- Lodovico di Campofregoso: 1462–1463
- Paolo di Campofregoso: 1463–1464

- Unter der Herrschaft der Sforza: 1464–1477
  - 1464–1466: Francesco I. Sforza, Herzog von Mailand
  - 16. April 1464–18. September(?) 1464: Gaspare di Vimercate
  - 1464–1466: Corrado di Fogliano
  - 1466–1476: Galeazzo Maria Sforza, Herzog von Mailand
  - 1466–: Baldassarre della Corte
  - 1466–1468: Sagramoro Menclozzo
  - 1468–1470: Corrado di Fogliano
  - 23. August 1470–17. Dezember 1470: Giacomo Bovarello
  - 1471–1473: Giovanni Pallavicino
  - 1473–1475: Guido Visconte
  - 1475–1477: Gian Francesco Pallavicino
  - 26. Dezember 1476–15. März 1477: Gian Galeazzo Sforza, Herzog von Mailand

- Unter der Herrschaft der Sforza: 1477–1478
  - 1477–1478: Gian Galeazzo Sforza
  - 1477–1478: Prospero Adorno
  - 1478: Branda da Castiglione, Bischof von Como
  - 1478: Prospero Adorno
  - Prospero Adorno und Lodovico di Campofregoso: 23. Oktober 1478–25. November 1478

- Battista di Campofregoso: 1478–1483
- Paolo di Campofregoso, Kardinal: 1483–1488

- Unter der Herrschaft der Sforza: 6. Januar 1488–7. August 1488
  - 6. Januar 1488–7. August 1488: Gian Galeazzo Sforza, Herzog von Mailand
  - 6. Januar(?) 1488–7. August 1488: Paolo di Campofregoso, Erzbischof und Kardinal

- Unter der Herrschaft der Sforza: 1488–1499
  - 1488–1494: Gian Galeazzo Sforza, Herzog von Mailand
  - 1488–1499: Agostino Adorno
  - 1494–1499: Ludovico Maria Sforza, Herzog von Mailand
  - 1494(?)–1499: Corrado Stanga

- Unter der Herrschaft von Ludwig XII. von Frankreich: 1499–1507
  - 26. Oktober 1499–3. November 1499: Scipione Barbavara
  - 1499–1506: Philipp von Kleve-Ravenstein
  - 1506–1507: Filippo Roccabertin

- Paolo da Novi: 10. April 1507–27. April 1507

- Unter der Herrschaft von Ludwig XII. von Frankreich: 1507–1512
  - 1507–1508: Rodolfo di Lanoy
  - 1508–1512: Francesco di Rochechouard

- Giano di Campofregoso: 29. Juni 1512–25. Mai 1513

- Unter der Herrschaft von Ludwig XII. von Frankreich: 1513
  - 25. Mai 1513–20. Juni 1513: Antoniotto Adorno

- Ottaviano di Campofregoso: 20. Juni 1513–7. September 1515

- Unter der Herrschaft von Franz I. von Frankreich: 1515–1522
  - 20. November 1515–31. Mai 1522: Ottaviano di Campofregoso

- Antoniotto Adorno: 31. Mai 1522-Anfang August 1527

- Unter der Herrschaft von Franz I. von Frankreich: 1527–1528
  - Anfang August 1527–12. September 1528 Teodoro Trivulzio

- Oberto Cattaneo Lazzari: 1528–1530
- Battista Spinola: 1531–1533
- Battista Lomellini: 1533–1535
- Cristoforo Rosso Grimaldi: 1535–1537
- Giovanni Battista Doria: 1537–1539
- Giannandrea Lungo Giustiniani: 1539–1541
- Leonardo Cattaneo della Volta: 1541–1543
- Andrea Centurione Pietrasanta: 1543–1545
- Giovanni Battista De Fornari: 1545–1547
- Benedetto Gentile Pevere: 1547–1549
- Gaspare Grimaldi Bracelli: 1549–1551
- Luca Spinola: 1551–1553
- Giacomo Promontorio: 1553–1555
- Agostino Pinello Ardimenti: 1555–1557
- Pietro Giovanni Chiavica Cibo: 1557–1558
- Girolamo Vivaldi: 1559–1561
- Paolo Battista Giudice Calvi: 4. Januar 1561–27. September 1561
- Giovanni Battista Cicala Zoagli: 1561–1563
- Giovanni Battista Lercari: 1563–1565
- Odorico Ottavio Gentile: 1565–1567
- Simone Spinola: 1567–1569
- Paolo Giustiniani Moneglia: 1569–1571
- Giannotto Lomellini: 1571–1573
- Giacomo Grimaldi Durazzo: 1573–1575
- Prospero Centurione Fattinanti: 1575–1577
- Giovanni Battista Gentile Pignolo: 1577–1579
- Nicolò Doria: 1579–1581
- Gerolamo De Franchi Toso: 1581–1583
- Gerolamo Chiavari: 1583–1585
- Ambrogio Di Negro: 1585–1587
- Davide Vacca (oder Vaccari): 1587–1589
- Battista Negrone: 1589–1591
- Giovanni Agostino Campi Giustiniani: 1591–1593
- Antonio Cebà Grimaldi: 1593–1595
- Matteo Senarega: 1595–1597
- Lazzaro Cebà Grimaldi: 1597–1599

- Lorenzo Sauli: 1599–1601
- Agostino Doria: 1601–1603
- Pietro (Sacco) De Franchi: 1603–1605
- Luca (De Castro) Grimaldi: 1605–1607
- Silvestro Invrea: 1607–
- Gerolamo Assereto: 1607–1609
- Agostino Pinelli Luciani: 1609–1611
- Alessandro Longo Giustiniani: 1611–1613
- Tomaso Spinola: 1613–1615
- Bernardo Clavarezza: 1615–1617
- Giovanni Giacomo (Tartaro) Imperiale: 1617–1619
- Pietro Durazzo: 1619–1621
- Ambrogio Doria: 1621–
- Giorgio Centurione: 1621–1623
- Federico De Franchi: 1623–1625
- Giacomo Lomellini: 1625–1627
- Giovanni Luca Chiavari: 1627–1629
- Andrea Spinola: 1629–1631
- Leonardo Della Torre: 1631–1633
- Giovanni Stefano Doria: 1633–1635

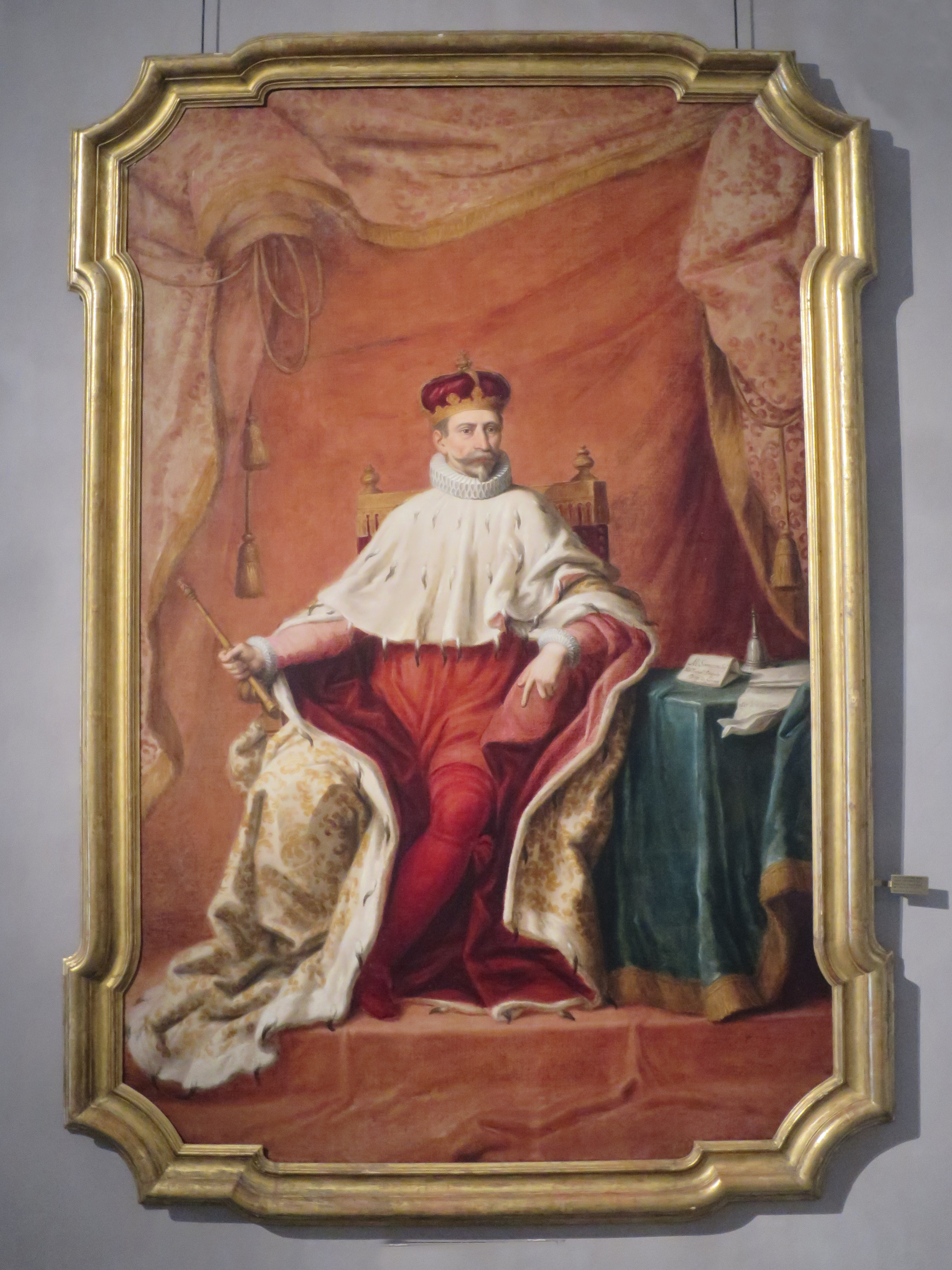
Giovanni Francesco Brignole Sale

- Giovanni Francesco Brignole Sale Gian Francesco Brignole Sale I.: 1635–1637

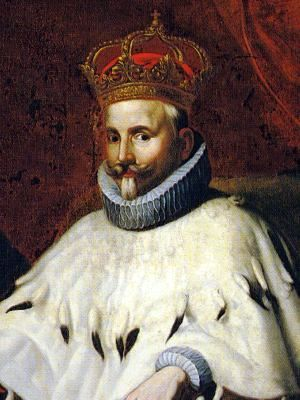
Agostino Pallavicini, erster König von Korsika (von Domenico Fiasella)

- Agostino Pallavicini, erster König von Korsika (von Domenico Fiasella) Agostino Pallavicini: 1637–1639, erster König von Korsika
- Giovanni Battista Durazzo: 1639–1641
- Giovanni Agostino De Marini: 1641–1642
- Giovanni Battista Lercari: 1642–1644
- Luca Giustiniani: 1644–1646
- Giovanni Battista Lomellini: 1646–1648
- Giacomo De Franchi Toso: 1648–1650
- Agostino Centurione: 1650–1652
- Gerolamo De Franchi: 1652–1654
- Alessandro Spinola: 1654–1656
- Giulio Sauli: 1656–1658
- Giovanni Battista Centurione: 1658–1660
- Gian Bernardo Frugoni: 1660–1661
- Antoniotto Invrea: 1661–1663
- Stefano De Mari: 1663–1665
- Cesare Durazzo: 1665–1667
- Cesare Gentile: 1667–1669
- Francesco Garbarino: 1669–1671
- Alessandro Grimaldi: 1671–1673
- Agostino Saluzzo: 1673–1675
- Antonio Da Passano: 1675–1677
- Giannettino Odone: 1677–1679
- Agostino Spinola: 1679–1681
- Luca Maria Invrea: 1681–1683
- Francesco Maria Imperiale Lercari: 1683–1685
- Pietro Durazzo: 1685–1687
- Luca Spinola: 1687–1689
- Oberto Della Torre: 1689–1691
- Giovanni Battista Cattaneo: 1691–1693
- Francesco Invrea: 1693–1695
- Bendinelli Negrone: 1695–1697
- Francesco Maria Sauli: 1697–1699

- Girolamo De Mari: 1699–1701
- Federico De Franchi: 1701–1703
- Antonio Cebà Grimaldi: 1703–1705
- Stefano Onorato Ferreti: 1705–1707
- Domenico Maria De Mari: 1707–1709
- Vincenzo Durazzo: 1709–1711
- Francesco Maria Imperiale: 1711–1713
- Giovanni Antonio Giustiniani: 1713–1715
- Lorenzo Centurione: 1715–1717
- Benedetto Viale: 1717–1719
- Ambrogio Imperiale: 1719–1721
- Cesare De Franchi: 1721–1723
- Domenico Negrone: 1723–1725
- Gerolamo Veneroso: 1726–1728
- Luca Grimaldi: 1728–1730
- Francesco Maria Balbi: 1730–1732
- Domenico Maria Spinola: 1732–1734
- Stefano Durazzo: 1734–1736
- Nicolò Cattaneo: 1736–1738
- Costantino Balbi: 1738–1740
- Nicolò Spinola: 1740–1742
- Domenico Canevaro: 1742–1744
- Lorenzo De Mari: 1744–1746
- Gian Francesco Brignole Sale II.: 1746–1748
- Cesare Cattaneo Della Volta: 1748–1750
- Agostino Viale: 1750–1752
- Stefano Lomellini: 1752–1752
- Giovanni Battista Grimaldi: 1752–1754
- Gian Giacomo Veneroso: 1754–1756
- Giovanni Giacomo Grimaldi: 1756–1758
- Matteo Franzoni: 1758–1760
- Agostino Lomellini: 1760–1762
- Rodolfo Giulio Brignole Sale: 1762–1764
- Francesco Maria Della Rovere: 1765–1767
- Marcello Durazzo: 1767–1769
- Giovanni Battista Negrone: 1769–1771
- Giovanni Battista Cambiaso: 1771–1773
- Ferdinando Spinola: 1773–1773
- Pier Francesco Grimaldi: 1773–1775
- Brizio Giustiniani: 1775–1777
- Giuseppe Lomellini: 1777–1779
- Giacomo Maria Brignole: 1779–1781
- Marco Antonio Gentile: 1781–1783
- Giovanni Battista Airoli: 1783–1785
- Gian Carlo Pallavicino: 1785–1787
- Raffaele De Ferrari: 1787–1789
- Alerame Maria Pallavicini: 1789–1791
- Michelangelo Cambiaso: 1791–1793
- Giuseppe Maria Doria: 1793–1795
- Giacomo Maria Brignole: 1796–1797